# Csángó

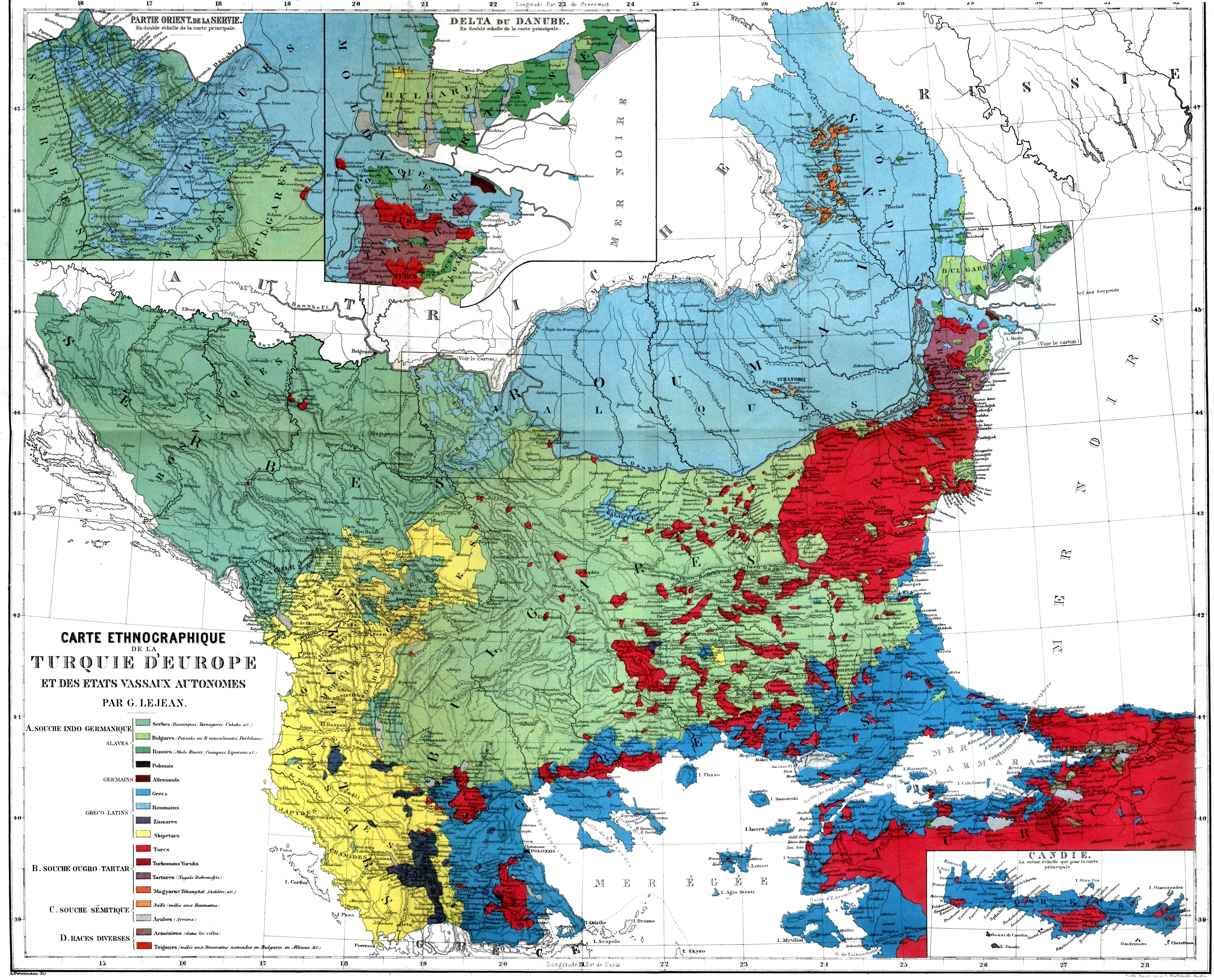
Csángóvé v Moldavsku (oranžově na severu světle modrého pole označujícího Rumuny) v roce 1861

Csángó (rumunsky Ceangăi) je skupina obyvatelů v historickém Moldavsku (tedy mimo území bývalého Uherska), která v minulosti mluvila maďarským dialektem csángó, ale dnes už tímto jazykem hovoří menšina a převažuje rumunština, příp. moldavština. Rumuni je pokládají za (hungarizované) Rumuny, Maďaři za Maďary. Od pravoslavných Rumunů se odlišují zejména svým římskokatolickým náboženstvím a kulturou. Žijí kolem města Bacău.
Jejich původ je nejistý, možná jde o Sikuly, kteří sem přišli ve 12. či 13. století.
Podle posledního sčítání z roku 2002 se v župě Bacau označilo jen 4 317 osob za Maďary a 796 osob za Csángó, v roce 1859 bylo Maďarů, respektive Csángó v oblasti  37 825. Maďarské zdroje[zdroj?] přesto uvádějí, že dnes existuje asi 60 000 maďarštinu ovládajících Csángóů, respektive ztotožňujících se s římskokatolickým obyvatelstvem oblasti, jehož je kolem 250 000, a podle toho odhadují, že je Csángóů až 110 až 260 tisíc.